# Peter Beagle
Peter Soyer Beagle (n. 20 aprilie 1939) este un scriitor american de romane și scenarii, în special fantasy. Pe lângă asta, mai este chitarist și cântăreț.
Este cunoscut în special pentru romanul fantastic Ultima licornă (1968), pe care abonații revistei Locus l-au plasat în 1987 pe locul cinci în topul "Celor mai bune romane fantasy ale tuturor timpurilor". Printre alte romane cunoscute ale lui Beagle se numără A Fine and Private Place (1960) și Tamsin (1999). În ultimul sfert de secol, scriitorul a câștigat câteva premii literare, inclusiv Premiul World Fantasy pentru întreaga activitate (2011).

## Biografie
Beagle s-a născut în Manhattan pe 20 aprilie 1939, fiind fiul Rebeccăi Soyer și a lui Simon Beagle. Trei dintre unchii săi au fost pictori renumiți: Moses, Raphael și Isaac Soyer.
Beagle a crescut în Bronx New York și a absolvit Liceul de Știință Bronx în 1955. Talentul său a fost recunoscut de The Scholastic Art & Writing Awards și a primit o bursă la Universitatea din Pittsburgh pentru o poezie trimisă la sfârșitul liceului. A absolvit facultatea cu o diplomă în tehnici narative și, după ce a petrecut un an peste ocean, a absolvit cursurile de tehnici narative Stegner Fellowship din cadrul Universității Stanford, unde i-a întâlnit pe Ken Kesey, Gurney Norman și Larry McMurtry.

## Cariera
Beagle a scris primul său roman, A Fine and Private Place, pe când avea doar 19 ani, după care a recidivat în 1965 cu o autobiografie intitulată I See by My Outfit. Astăzi este faimos pentru Ultima licornă și A Fine and Private Place, precum și pentru The Folk of the Air. Vântul prin sălcii, o carte clasică pentru copii scrisă de Kenneth Grahame, este lectura care l-a atras către genul fantasy.
În anii '70, Beagle a trecut la scrierea de scenarii. A scris scenariul versiunii animate realizate în 1978 de Ralph Bakshi după Stăpânul inelelor (după ce anterior scrisese introducerea uneia dintre edițiile americane ale mromanului. Două decenii mai târziu a scris scenariul episodului 71 al serialului de televiziune Star Trek: Generația următoare.
Munca de scenarist a lui Beagle a întrerupt orientarea sa anterioară de romancier, autor de non-ficțiune pentru reviste și scriitor de povestiri. Totuși, la mijlocul anilor '90 a revenit la proza de ficțiune și a continuat să scrie constant de atunci.

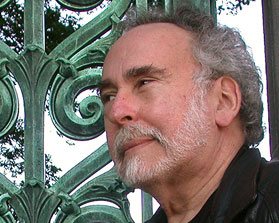
Beagle la Universitatea Berkeley din California

În 2005, Beagle a publicat o continuare la Ultima licornă, o nuveletă intitulată Two Hearts, care avea să câștige premiul Hugo pentru cea mai bună nuveletă în 2006, premiul Nebula în 2007 și să obțină o nominalizare la premiul World Fantasy. Beagle a mai primit în 2006 premiul Inkpot pentru merite deosebite în cadrul genului Science Fiction și Fantasy, iar în 2007 premiul inaugural WSFA Small Press Award pentru "El Regalo", text publicat în The Line Between.
IDW Publishing a lansat o adaptare în bandă desenată de 6 numere după Ultima licornă, începând cu luna aprilie a anului 2010. Ediția completă cartonată a fost lansată în ianuarie 2011, debutând pe locul 2 în lista celor mai bine vândute romane grafice cartonate din New York Times. Ea va fi urmată de o adaptare după A Fine and Private Place
Culegerea de povestiri din 2009 We Never Talk About My Brother a fost nominalizată la premiul World Fantasy.
În noiembrie 2013, Beagle a colaborat cu muzicianul britanic Phildel la piesa 'Dark Water Down', un amestec de poezie și muzică. Cei doi au apărut ulterior împreună într-un spectacol susținut la Cafe Du Nord din San Francisco, SUA.

## Litigiul cu Granada Media International
Cartea lui Peter S. Beagle Ultima licornă a fost adaptat într-un desen animat în 1982, având la bază un scenariu scris chiar de Beagle. În 1979, Beagle a semnat un contract cu ITC Entertainment care-i garanta autorului 5% din profitul net al filmului și alte 5% din venitul brut al vânzării oricăror produse legate de film. Din 1999, filmul a intrat pe mâna companiei britanice Granada Media International, cu care Beagles a fost implicat într-o dispută financiară pentru neplata drepturilor între 2003 și 2011. Pe 29 iulie 2011, Beagle a anunțat că a ajuns la o înțelegere cu ITV care mulțumește toate părțile și ar trebui să fie și pe placul fanilor deoarece va fi punctul de plecare pentru noi afaceri cu produse legate de film. Pe 14 octombrie 2011, în cadrul New York Comic Con, el a anunțat primele rezultate ale acordului, printre care se numărau o ediție limitată a picturilor originale din film, un turneu național în cadrul căruia Peter va răspunde la întrebări și o restaurare completă a filmului pentru o relansare în cinematografe, care urmează a avea loc în 2015.

## Opera

### Scriitor
Seria Ultima licornă
- The Last Unicorn (1968) - roman

ro. Ultima licornă - editura Univers, 1977
- "Two Hearts" (2005) - povestire
- The Last Unicorn: The Lost Version (2007) - o versiune originală mult mai scurtă a Ultimei licorne, rescrisă și dezvoltată

Seria Sam Farell
- "Lila the Werewolf" (1969) - povestire
- The Folk of the Air (1986) - roman

Seria World of The Innkeeper's Song
- The Innkeeper's Song (1993) - roman
- Giant Bones (1997) - culegere de povestiri, cuprinde:
  - "The Last Song of Sirit Byar" (1996)
  - "The Magician of Karakosk" (1996)
  - "The Tragical Historie of the Jiril's Players" (1997)
  - "Choushi-wai's Story" (1997)
  - "Lal and Soukyan" (1997)
- "Quarry" (2004) - povestire
- "Chandail" (2006) - povestire
- "Barrens Dance" (2007) - povestire
- "What Tune the Enchantress Plays" (2008) - povestire
- "Great-Grandmother in the Cellar" (2012) - povestire

Alte romane
- A Fine and Private Place (1960)
- The Unicorn Sonata (1996)
- Tamsin (1999)
- I'm Afraid You've Got Dragons (2007)

Alte culegeri de povestiri
- The Rhinoceros Who Quoted Nietzsche and Other Odd Acquaintances (1997)
- The Line Between (2006)
- Strange Roads (2008)
- We Never Talk About My Brother (2009)
- Mirror Kingdoms: The Best of Peter S. Beagle (2010)
- Sleight of Hand (2011)

### Editor
- Peter S. Beagle's Immortal Unicorn (1995) - antologie, co-editor
- The Secret History of Fantasy (2010) - antologie
- The Urban Fantasy Anthology (2011) - cu Joe R. Lansdale

### Scenarist
- The Dove (1974)
- The Greatest Thing That Almost Happened (1977)
- Stăpânul Inelelor (1978)
- Ultimul unicorn (1982)
- Episodul "Sarek" din Star Trek: Generația următoare (1990)
- A Whale of a Tale - episodul pilot al serialului de televiziune The Little Mermaid (1992)
- Camelot (1996)
- A Tale of Egypt (1996)

### Cărți audio
Dintre cele cinci cărți audio, toate în lectura lui Beagle, patru sunt romane, iar Giant Bones o culegere de povestiri. În afara primei cărți, celelalte reprezintă versiuni complete ale edițiilor scrise.
- The Last Unicorn (1990) - casetă
- A Fine and Private Place (2002) - CD și casetă
- Giant Bones (2002) - CD și casetă
- Tamsin (2002) - CD și casetă
- The Last Unicorn (2005) - CD și download, cu muzica originală a lui Jeff Slingluff.

## Premii
Acestea sunt premii literare anuale din categoria "best of the year", cu două excepții (‡)
- 1987  Premiul Fantasy Mythopoeic, The Folk of the Air
- 1994  Premiul Locus, roman fantasy, The Innkeeper's Song
- 2000  Premiul Fantasy Mythopoeic, adult, Tamsin
- 2004  Marele Premiu al Imaginarului, nuvelă străină, Le rhinocéros qui citait Nietzsche

Premiul a fost acordat pentru cea mai bună povestire de limbă străină publicată între iulie 2002 și iunie 2003, pentru ediția franceză a povestirii The Rhinoceros Who Quoted Nietzsche and other odd acquaintances (1997)
- 2006 ‡ Premiul Inkpot (bandă desenată), citație specială
- 2006  Premiul Hugo, nuveletă, "Two Hearts"
- 2007  Premiul Nebula, nuveletă, "Two Hearts"
- 2007  Premiul WSFA Small Press (ficțiune scurtă), "El Regalo"
- 2010  Premiul Locus, nuveletă, "By Moonlight"
- 2011 ‡ Premiul World Fantasy pentru realizări de o viață

În 1987, Locus a plasat Ultima licornă pe locul 5 din 33 în topul "Celor mai bune romane fantasy ale tuturor timpurilor", pe baza unui sondaj realizat printre abonați. Sondajul a fost refăcut în 1998, multe serii de cărți fiind acum considerate o singură înregistrare, iar Ultima licornă s-a plasat pe locul 18